# ウリシ語
ウリシ語（ウリシご、英: Ulithian language）は、ミクロネシア諸語に属する言語である。ウルシー環礁および近隣の島々で話されている。ミクロネシア連邦の6つの公用語の一つである。

## 言語名別称
- ウルシー語
- ウリシアン語
- ユリシ語
- ユルシー語
- Ulithian
- Ulithi

## 音声

### 母音
ウリシ語の母音は8種類ある。
/i/, /u/, /e/, /ə/, /ɔ/, /æ/, /ɐ/, /a/

### 子音
ウリシ語の子音は19種類ある。
/b, ch, d, f, g, h, k, l, l', m, mw, n, ng, p, r, s, t, w, y/